# 매스커레이드 호텔
《매스커레이드 호텔》(일본어: マスカレ-ド ホテル 마스카레도 호테루[*])은 히가시노 게이고의 추리 소설로 〈매스커레이드〉 시리즈의 첫 번째 작품이다.

## 개요
2008년 12월부터 2010년 9월까지 슈에이샤의 월간지 〈소설 스바루〉에 게재된 후의 2011년 9월 10일에 슈에이샤에서 단행본이 발간되었다.
2014년 7월 18일에는 슈에이샤 문고판이 간행되었다. 또한 무대가 된 허구의 호텔은 권말에 취재 협력 단체로 소개 되고 있는 니혼바시의 〈로얄 파크 호텔〉이 모델이 된 것으로 추정된다.
2019년 1월 18일에 영화화되어 일본 전역에서 개봉되었다.
2020년 1월, 다카라즈카 가극단 하나구미에 의해 우메다 예술극장 극장 드라마시티와 일본 청년관 홀에서 무대화되었다.

## 줄거리
도쿄도내에서 세 건의 예고 살인사건이 일어났다. 사건 현장에 남겨진 수수께끼 암호에서 세 가지 사건은 연쇄 살인 사건으로 수사된다. 경시청 수사본부는 수열의 암호가 다음 범행 현장을 예고하는 것이라고 해석하고 4 살인은 고급 호텔 〈호텔 코루테시아 도쿄〉에서 일어나는 것으로 추측한다.
몇 명의 사원이 제4의 사건을 미연에 방지하기 위해 프론트 직원이나 사환으로 분해 호텔에 배치되어 생소한 호텔 맨으로 호텔 업무에 악전 고투하면서 의심스러운 손님을 모니터링할 것을 강요된다. 수사 일과의 형사 닛타 고스케는 영어를 할 수 있는 귀국 자녀이기 때문에 이 호텔의 프런트 직원으로 분하게 되고, 닛타의 보좌·교육 담당에는 우수한 프런트 직원의 야마기시 나오미가 임명되었다.
입장도 윤리도 다르기 때문에 잠입 수사가 시작된 단계에서 충돌이 많은 두 사람 이었지만, 함께 호텔 맨으로, 때로는 사원으로 시선을 서로 공유하면서 일상 일어날 호텔에서 희비 교들의 사건에 대치해 나가는 가운데, 두 사람 사이에 신뢰와 공동 투쟁 의식이 생긴다. 그리고 수사 본부가 전례없는 경계 체제를 흐트러뜨리는 특별한 하루가 시작된다.

## 등장 인물
자세한 내용은 〈매스커레이드 시리즈#등장 인물〉을 참조하십시오.

### 경시청
- 닛타 고스케 (新田 浩介)

본작의 주인공으로 수사 일과의 경부보. 프런트 직원으로 잠입한다.
- 이나가키 (稲垣)

수사 일과 계장. 닛타 상사.
- 오자키 (尾崎)

수사 일과 관리관. 잠입 계획의 입안 책임자.
- 모토미야 (本宮)

수사 일과. 닛타 선배. 손님을 가장 해 호텔 모니터링에 해당한다.
- 세키네 (関根)

수사 일과. 순경 벨보이로 잠입한다.
- 노세 (関根)

시나가와 경찰서의 형사.

### 호텔·코루테시아 도쿄의 직원
- 야마기시 나오미 (山岸 尚美)

본작의 주인공으로 프런트 직원. 닛타의 교육의 담당을 임명된다.
- 후지키 (藤木)

총지배인. 나오미의 첫 상경 시 부지배인. 나오미 호텔 취직을 결의시킨 온후한 인물.
- 타쿠라' (田倉)

프론트 부장. 나오미의 직속 상관.
- 쿠가 (久我)

프론트 오피스 매니저.
- 카와모토 (川本)

프런트 직원.
- 스기시타 (杉下)

벨 보이 캡틴.
- 마치다 (町田)

입사 1년차 벨보이.
- 니시나 리에 (仁科 理恵)

연회부 신부과 담당.

### 호텔·코루테시아 도쿄의 손님
- 카타기리 요코 (片桐 瑶子)

손님. 시각 장애인 할머니를 가장한다. 닛타에게 희미한 위화감을 느낀다.
- 후루하시 (古橋)

손님. 이전 숙박했을 때, 체크 아웃 후 가운을 고의로 분실했다. 그 후 다시 한번 호텔에 들러 “가운을 훔쳤을 것이다”라는 예측을 이용해 가운을 침대 밑에 숨기지만, 닛타의 추리로 실패한다. 사실 두 번째 방문 때는 가운을 훔치지 않았고, 〈명예훼손죄〉로 돈을 뜯어내려고 했었다.
- 안노 에리코 (安野 絵里子)

손님. 다테바야시 사진을 보여 결코 접근하지 말아달라고 부탁한다. 닛타와 나오미는 안노와 다테바야시의 관계가 스토커의 관계일 것이라 생각하지만 사실 부부 사이였고, 안노가 다테바야시의 불륜 현장을 덥쳤다.
- 다테바야시 미츠히로 (館林 光弘)

손님. 스위트 룸에서 하룻밤 숙박 예약을 넣고 있다.
- 쿠리하라 켄지 (栗原 健治)

손님. 사실 과거에 닛타와 인연이 있었다.
- 타카야마 요시코 (高山 佳子)

호텔·코루테시아 도쿄에서 와타나베 노리 유키와 결혼식을 할 예정이다. 집의 우편물이 분실하는 등 스토커에 표적이 되고 있는 것으로 판단된다.
- 모리카와 히로코 (森川 寛子)

손님. 이십대 중반의 일본인 미인.

### 살인 사건에 관련된 인물
- 오카베 테츠하루 (岡部 哲晴)

제1 사건의 피해자. 플레이 보이 기질의 회사원.
- 테지마 마사키 (手嶋 正樹)

오카베 테츠지와 같은 직장 선배.
- 혼다 치즈루 (本多 千鶴)

테시마 마사키의 전 여자 친구.
- 이노우에 히로요 (井上 浩代)

혼다 치즈루 친구, 음식점 경영자의 아내.
- 노구치 후미코 (野口 史子)

제2 사건의 피해자. 주부. 빌딩의 건설 현장에서 목을 눌러 숨진 채로 발견되었다.
- 노구치 야스히코 (野口 靖彦)

후미코의 남편. 자동차 부품업체의 하청 공장의 경영자.
- 타나카 카즈유키 (畑中 和之)

제3 사건의 피해자. 고등학교 교사. 밤 조깅으로 달리는 도로에서 숨진 채로 발견되었다.
- 마츠오카 타카시 (松岡 高志)

배우 지망생 모델. 이야기 시작 시점에서 이미 고인.
- 타카노리 키요카 (高取 清香)

마츠오카와 연관있는 인물.

## 영화
주연은 기무라 타쿠야, 나가사와 마사미(히로인). 2019년 1월 18일 도호 배급으로 개봉되었다.

### 출연
- 닛타 고스케 - 기무라 타쿠야
- 야마기시 나오미 - 나가사와 마사미
- 노세：코히나타 후미요
- 모토미야：카지와라 젠
- 세키네：이즈미사와 유키
- 쿠가：토네사쿠 토시히데
- 카와모토：이시카와 렌
- 아야타카 히코：하마다 가쿠
- 타카야마 요시코：마에다 아츠코
- 오노 코이치：사사노 타카시
- 후루하시：타카시마 마사히로
- 안노 에리코：나나오
- 다테바야시 미츠히로：우카지 타카시
- 모리카와 히로코：하시모토 마나미
- 정치 평론가：타구치 히로마사
- 여장한 남자：카츠지 료
- 쿠리하라 켄지：나마세 카츠히사
- 카타기리 요코 / 나가쿠라 마키：마츠 다카코
- 스기시타：고토 츠요시
- 마치다：마츠카와 나루키
- 와타나베 노리유키：우에키 쇼헤이
- 마츠오카 타카시：미즈나 론
- 오카베 테츠하루：히라야마 유스케
- 후루하시 애인：아오야마 메구
- 다테바야시 애인：이토 유이
- 니시나 리에：오오타 미에
- 노구치 후미코：센자키 토시에
- 타나카 카즈유키：시라하타 신이치
- 오타케：아카시야 산마(우정출연)
- 타쿠라 : 츠루미 신고
- 오자키 : 사사이 에이스케
- 후지키 : 이시바시 료
- 이나가키：와타베 아츠로

### 스태프
- 원작：히가시노 게이고 〈매스커레이드 호텔〉 (슈에이샤 문고)
- 감독：스즈키 마사유키
- 각본 : 오카다 미치타카
- 음악：사토 나오키
- 제작：우에하라 토시카츠, 와다쿠라 카즈토시, 이치카와 미나미
- 촬영：에하라 쇼지
- 편집 : 타구치 타쿠야
- 조명 : 요시카쿠 소스케
- 조감독：요시무라 타츠야
- 제작 스튜디오 ：씨네바자
- 제작 협력 : 영화 〈매스커레이드 호텔〉 제작위원회 (후지 TV, 슈에이샤, 제이스톰, 도호)
- 배급：도호

### 텔레비전 방송
| 횟수 | 방송일          | 방송시간             | 방송사  | 시간대        | 시청률 | 비고 |
| ---- | --------------- | -------------------- | ------- | ------------- | ------ | --- |
| 1    | 2020년 1월 3일  | 금요일 21:00 - 23:45 | 후지 TV | 빈칸          | 12.4%  | 신춘 3일 연속 기무라 타쿠야 스페셜                                                                                      |
| 2    | 2021년 9월 18일 | 토요일 21:00 - 23:40 | 후지 TV | 토요 프리미엄 | 16.7%  | 최신작 〈매스커레이드 나이트〉 공개 기념 후지 TV에서 20:54 ~ 21:00에 사전 프로그램 〈곧 마스커레이드 호텔〉을 별도 방송 |

- 시청률은 비디오 리서치 조사, 관동 지역·세대·실시간.